# Merklingen (Weil der Stadt)
Merklingen liegt in Baden-Württemberg in der Region Stuttgart im Landkreis Böblingen. Der Ort ist der zweitgrößte Stadtteil von Weil der Stadt.

## Geographie
Merklingen liegt im Würmtal im Heckengäu. Im Nordosten ziehen sich ausgestreckte Hänge mit weitem Ackerland, Hecken und stattliche Waldflächen bis zur Stuttgarter Gegend hin. Im Südwesten steigen bewaldete Hänge steil an und gehen in den Schwarzwald über. Die Würm, die in Pforzheim in die Nagold mündet, umfließt Merklingen im Bogen an der Ost- und Nordseite. Das Ortsbild wird von der Kirchenburg geprägt.

## Geschichte

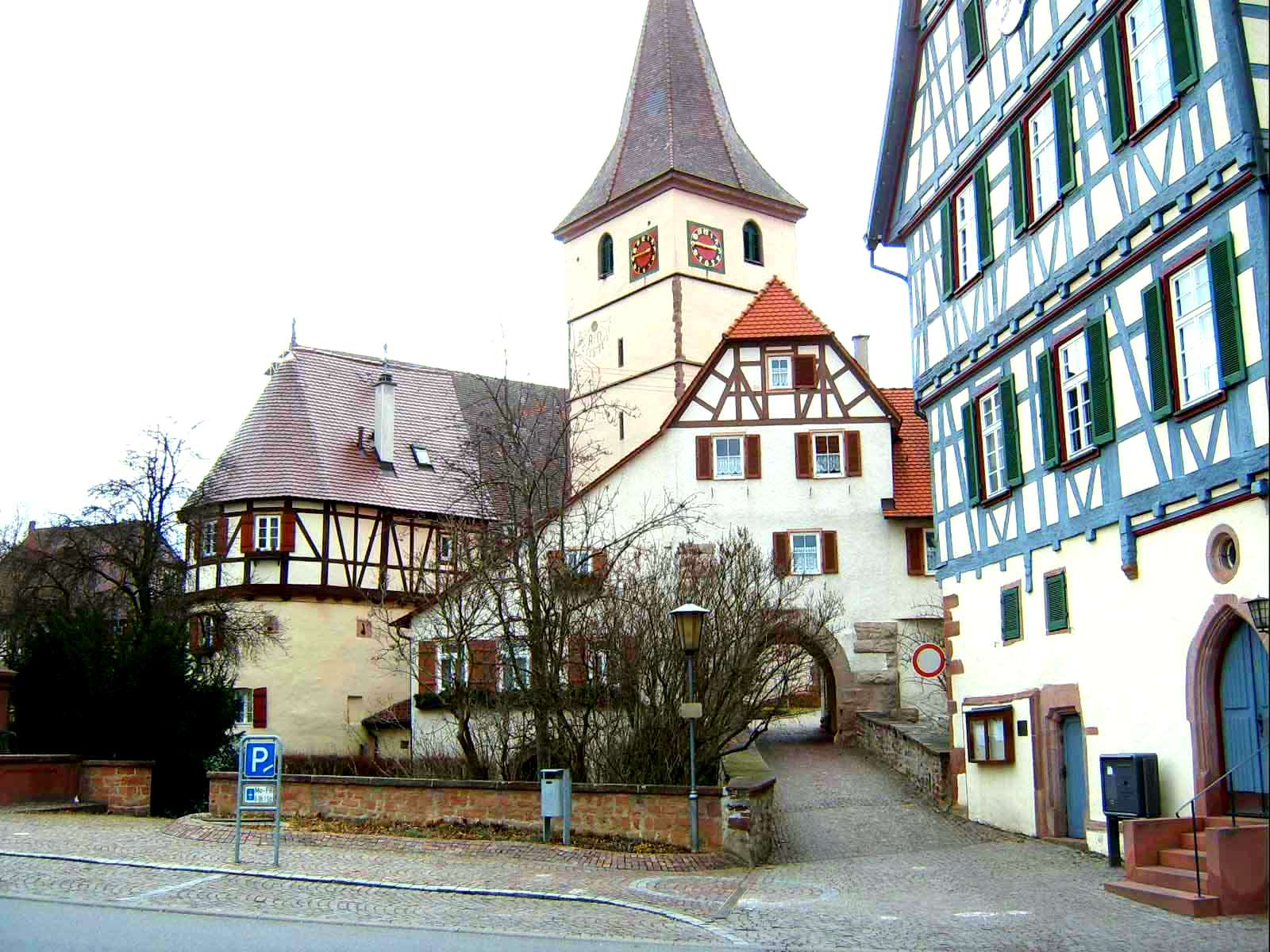
Historische Kirchenburg. Von links: hufeisenförmiger Turm, St. Remigius-Kirche, Torhaus, heutiges Bürgeramt

Funde bei Grabungsarbeiten lassen darauf schließen, dass es in Merklingen bereits in der Jungsteinzeit einzelne sesshafte Ackerbauern und Viehzüchter gab.

### Alamannische Zeit (260–500)
Wahrscheinlich regierte auch in Merklingen ein alamannischer Mittelfreier als Dorfoberer und Hundertschaftsführer, wenn die relativ große Merklinger Markungsfläche als Gradmesser gelten kann. In Merklingen konnte bis jetzt allerdings noch keine Hochadelsfamilie nachgewiesen werden, wie dies z. B. für Heimsheim gelang. Trotzdem schließt man eine Merklinger Hundertschaft nicht aus, und der legendäre Markilo, welcher dem Ort seinen Namen gegeben haben soll, könnte hier eingeordnet werden.
Dass Merklingen ein alamannisches Urdorf war, dafür sprechen sowohl seine auf Altsiedlerland hinweisende Endsilbe „ingen“ als auch die von Ed. Paul hier gefundenen alamannischen Gräber. Damals könnte schon auf dem heutigen Steinhaus-Kirchenareal der alamannische Herrenhof gestanden sein.
Dass Merklingen unter die Urpfarreien zu zählen ist, kann schon aus seiner 1600 ha großen Markungsfläche geschlossen werden, die mit der von Malmsheim zusammen (950 ha) eine Größe von 2600 ha und mit Hausen gar über eine Fläche von 3000 ha hinausgeht.
Dass beide Ortschaften, Merklingen und Malmsheim, zu dieser Zeit zusammengehörten, kann aus ihren gemeinsamen fränkischen Kirchenheiligen, die einzigen in der näheren Umgebung, fast angenommen werden. Die hiesigen Kirchengründer werden wohl gallische Priester aus der Reimser Gegend gewesen sein, die von dort, da Remigius in seiner Bischofsstadt begraben liegt, sicher auch seine Reliquien mitgebracht haben. Remigius galt zur Zeit Chlodowichs als einer der bekanntesten Kirchenführer Galliens. Dasselbe trifft auch auf den Malmsheimer Kirchenheiligen zu, den Pariser Bischof Germanus († 418).

### Karolingische Periode (730–1025)
Der Merklinger Besitz lag fast im Zentrum der neuen Grafschaft und war damals schon vorwiegend calwisch. Deshalb geht auch seine erste urkundliche Erwähnung im Jahr 1075 auf dieses Grafenhaus zurück. Der wohl später entstandene Hirsauer Codex, in dem der Hirsauer Klosterbesitz aufgeführt wird, zeigt eine Notiz über einen Calwer Grafen Erlafried und dessen Sohn Noting aus Vercelli in der Regierungszeit Ludwigs des Frommen. Beide werden dort als die ersten Gründer der Benediktinerabtei Hirsau bezeichnet. Aus seinem Merklinger Besitz schenkte Erlafried um 830 seinem Kloster, das ausschließlich aus eigenem Besitztum entstand, 3 Huben. Das waren damals noch 3 mal 60 Merklinger Morgen Feld-, Wald- und Wiesenland.
Das Dorf dürfte sich in dieser Zeit etwas vergrößert haben, ohne seine bauliche Struktur zu verändern: Im Zentrum das romanische Niederkirchlein vom einfachen Typ, mit einem halbrunden Chor am Rechteckbau des Schiffs, beide in unmittelbarer Nähe des ehemaligen Herrenhofs, der jetzt von einem niederadeligen Meier als Dienstmann des benachbarten Calwer Herren betrieben wurde. Im Umfeld einige Kleinhöfe und Hofstätten, die im Besitz der gemeinfreien Hüfner und Halbhüfner waren.
Es kann angenommen werden, dass zu dieser Zeit das Calwer Grafenhaus, zumindest aber eine seiner adeligen Seitenlinien, in Merklingen Eigenkirchherr und erster Grundherr war. Den Pfarrern überließ man neben ihren sehr bescheidenen Einnahmen und dem Pfarrzehnten auch gewisse Erträge aus einer Hube herrschaftlichen Landes, das aber einen ordnungsgemäßen Kirchendienst voraussetzte. Auch die hiesigen Höfe besaßen wahrscheinlich große landwirtschaftliche Nutzflächen. Ein großer Teil des Merklinger Landes Befand sich im Besitz der adeligen und kirchlichen Grundherrschaft. Alle Merklinger Bauern hatten 3 Tage in der Woche auf dem Fronhof zu arbeiten.

### Salische Zeit (1025–1125)
Zur damaligen Zeit hatten es die Calwer im nördlichen Schwarzwald nicht nur in Merklingen, sondern auch im benachbarten Weil, in Münklingen, Hausen und Schafhausen zu großem Besitz gebracht. Die Beziehung des hiesigen Orts zu der benachbarten Grafschaft und zum Hirsauer Kloster war sehr eng. Die meisten Merklinger Klostergüter stammen wohl noch aus Adalberts übernommenem Besitz, d. h. aus der Zeit, als dem Kloster bei seiner ersten Gründung von Erlafried schon hiesiges Land übereignet wurde. Dagegen wurden alle Weiler Huben wie auch die der Siedlungen Blanda und Greggenbach erst später von Adalbert geschenkt.
Bemerkenswert ist aber auch die große Anzahl von kleineren ortsadeligen Gönnern. Dies zeigen die weiteren Merklinger Schenkungen an das Kloster: Im Jahr 1100 gab ein Albert von Merklingen 3 Morgen Merklinger Landes, ein Werner von Merklingen einen Hof mit 14 Morgen Acker und der Merklingen begüterte Hugo von Ostelsheim stiftete ebenfalls einen hiesigen Hof. Neben der überwiegend gräfisch-calwischen Grundherrschaft verfügte das Kloster also auch in Merklingen über einen beträchtlichen Besitz.
Die politischen Verhältnisse im Würmtal blieben unter den Saliern, die ihr Einflussgebiet in fester Hand behielten, soweit dies bekannt ist, ungestört. Das Dorf Merklingen überlebte diese Zeit ohne Brandschatzung oder Zerstörung. Sicher wirkten sich die Folgen des abgeschlossenen Investiturstreits in Landgemeinden wie Merklingen nur langsam aus. Nach wie vor blühte das kirchliche Pfründewesen weiter.

### Staufisch-habsburgische Zeit (1138–1347)
Nach dem Tod Heinrichs V. erbte das schwäbische Geschlecht der Staufer mit ihrem reichen Hausbesitz im Elsass, Schwaben und Franken die salischen Hausgüter und gelangte 1138 auf den deutschen Königsthron. Es wurde 1273 von den schweizerischen Habsburgern abgelöst.
Die staufische Zeit hatte auf die Weiterentwicklung Merklingens bedeutenden Einfluss. Ein Vergleich mit Weil der Stadt kann dies verdeutlichen. Nach ihrer gemeinsamen Zeit im Würmgau unter den Calwer Grafen war Weil als Klosterort der Hirsauischen Abtei dem gräflich-calwischen Einfluss entzogen und kam in zwei Etappen, 1223 und 1260, an die Staufer, welche damals Hirsauer Klostervögte waren. Merklingen dagegen blieb gräflich-calwisch, vermutlich weil die Calwer Grafen ihrem neuen Kloster weniger Merklinger Land übereigneten. Der Ort besaß im Gegensatz zu Weil, das an der Kreuzung zweier Verkehrsstraßen lag, nur eine wichtige, wohl schon immer viel benutzte Straße durch das Würmtal nach Pforzheim, die jedoch für einen Handelsmittelpunkt nicht ausreichte. In der günstigen Verkehrslage Weils sahen die Staufen eine Voraussetzung für dessen Stadterhebung.
Merklingen kam so 1162 unter Gottfried an die Ebersteiner und später unter Simon an die Zweibrücker Grafen. Der Ort blieb 134 Jahre im Besitz dieser beiden Familien. In diese Zeit fällt die Belehnung von Dorf und Burg Merklingen an den Pfalzgrafen Ludwig bei Rheine und anschließend seine Verpfändung an Heinrich von Höfingen.
Noch bevor das Kloster Herrenalb die Ortsherrschaft in Merklingen erlangt hatte, waren ihm dort schon Ortsadelsrechte zugefallen: 1272 das Patronat der Dorfkirche St. Remigius samt Vorzehnten und allen übrigen, dem Patronat zugewachsenen Zehnten des Ludwig von Liebenzell, eines Verwandten der Calwer mit Zustimmung Simons als Lehnsinhaber. Außerdem erwarb das Kloster 1290 nach Zustimmung König Rudolfs von Habsburg den Merklinger Ortsbesitz Heinrichs von Höfingen sowie Ansprüche Heinrichs von Wiesloch einschließlich Geldzinsen des Weiler Schultheißen Gerlach. Weitere kleine Erwerbungen von ortsadeligen Besitzrechten und Ortsteilen schlossen sich an. Da schon im Jahr 1279 Graf Simon vom Pfalzgrafen Ludwig bei Rheine die lehnsherrliche Einwilligung zum Verkauf der Merklinger Burg erhalten hatte und der Pfalzgraf 1297 auf alle Rechte verzichtete, kam beim Erwerb des Dorfes auch die Burg in den Besitz des Klosters. Der offizielle Verkauf der Ortschaft fiel dann in das Jahr 1296, wo die Söhne Simons, Heinrich und Otto von Zweibrücken, ihr Dorf Merklingen (Villa Nosta Merklingen) samt Fronhof mit Vogtrechten, Dieb und Frevel, Steuer, Weiden, Allmenden, Fischwasser und Mühlen, Herbergen und Eigenleuten um 450 Pfund Heller an das Kloster Herrenalb verkauften. Auch die Verpflichtung der Ute von Eberstein an die Kinder ihrer Schwester, der Gräfin von Teck, sowie die Pfandrechte des Heinrich von Höfingen löste das Kloster ab. Nach diesem Haupterwerb kaufte Herrenalb die hiesige Landacht in Frucht, Hühnern, Gänsen und Geld von Conrad Schultheiß (gen. Ruf) aus Weil, die dieser von Heinrich Kröwel aus Merklingen erworben hatte, 1335 einige Äcker vom Weiler Bürger Remelin, 1350 einen Merklinger Hof der Weiler Familie Bochteler und den Hof des Götzen von Merklingen, 1376 die Besitze des Esslinger Bürgers Erhard Lautrun und des Pforzheimer Bürgers Hans Reppler sowie des Weiler Bürgers Hans Spenlin. Schon im Jahre 1307 hatte Budd Edelknecht von Muggensturm seinen großen Merklinger Hof an das Kloster abgegeben. So wurden die meisten der noch im Besitz des Ortsadels und des auswärtigen Ortsadels und des auswärtigen Nideradels befindlichen Güter vom Kloster übernommen und dadurch weitere Absplitterungen verhindert.
Man könnte sich das welfisch-herrenalber Merklingen damals als Dorf mit gut 50 bäuerlichen Anwesen vorstellen, aus Holz oder verpatzten Flechtwänden und Strohdächern erbaut. Dazwischen auch vereinzelt größere Gehöfte der ortsadeligen Familien. In der Dorfmitte eine damals schon befestigte Anlage mit einem hölzernen oder aber steinernen Wohnturm.

#### Burg Merklingen
Die Merklinger Dorfburg aus dieser Zeit zählt zu den letzten Vertretern der spätmittelalterlichen Burgform, die oft als Weiterentwicklung der frühmittelalterlichen Bursteln oder Burgställe bezeichnet werden könnte, und die vermutlich während dieses Jahrhunderts als Wach- oder Wohntürme in Stein übertragen wurden. Die Vorbilder für diese Bauten kamen zu Beginn des Spätmittelalters aus dem englisch-französischen Raum, wo sie als Wart- oder Wohntürme in normannischen Burgen verwandelt, als Donjons bezeichnet wurden.

#### Burg Kröwelsau
Die zweite Merklinger Burg Kröwelsau lag im Würmtal, knapp an der Weiler Markungsgrenze und muss ähnlich wie ihre Merklinger Schwesterburg ausgesehen haben. Noch im Jahr 1348 besaß sie neben reichlichem Ackerland 6 Mannmahd Wiesengelände. Der Name Kröwel, auch Kräuel oder Krait bedeutet eine Gabel mit hackenförmigen Spitzen, die Endsilbe „au“ deutet auf ein von Wasser umflossenes Land. Vermutlich umgab die Anlage ein sogenannter Ösgraben, der das Wasser von der Würm her zum Füllen und Entleeren des inneren Burggrabens führte. Durch das angestaute Wasser konnte ein künstlicher See erzeugt werden, der jeden Angriff erschwerte.

#### Klosteramt Merklingen
Seit dem Jahr 1296 war Merklingen der Mittelpunkt eines Klosteramts. Seine Klosterverwaltung galt, wie es einige Male überliefert ist, als mustergültig, dem nüchternen Geschäftssinn der Zisterzienser entsprechend. Die vom Abt eingesetzten Schultheißen, welche den Amtsleuten gleichgestellt waren, können im hiesigen Amt seit 1303 nachgewiesen werden. Ihre Amtsfunktionen umfassten zunächst das Verwaltungs- und Gerichtswesen. Als Beamte des Ortsherren richteten sie über den großen und kleinen Frevel, nicht aber Hochgerichtsfälle. Diese waren Sache des Abtes.
Nach den Herrenalber Verwaltungsvorschriften gingen in allen Klosterämtern, also auch in dem von Merklingen, Bede und Gült an die Abtei. Auch das Vogtskorn und der Vogtshaber wurde von allen hiesigen Höfen, Huben und Einzelgrundstücken gefordert. Der große Zehnte, welcher alle Getreidearten umfasst, ging, wie der Weinzehnte, außer dem kleinen Zehnten des Pfarrers, auch dem Kloster zu. Der Obstzehnte blieb bei der Pfarre. Den Krautzehnten konnte die Gemeinde mit Dinkel ausgleichen. Der Heuzehnte wurde vom Kloster nach den bewirtschafteten Mannmahdwiesenflächen berechnet. Auch das Umgeld und das Weggeld wurde vom Kloster erhoben. Die seit 1327 erwähnte Mühle im Gewann Weingarten bei St. Wendel, die später verlegte Riemenmühle, wurde im gleichen Jahr an das Kloster verkauft.

### Das Jahrhundert der Wende (1347–1437)
Die letzten durch das Kloster erworbenen Merklinger Güter verteilten sich auf die Familien des Edelknechts Erckinger von Merklingen (1359) und seiner Frau Guta von Lichtenstein. Sie war die Tochter des Kunzen von Waldegg, der bis zum Jahr 1387 Besitzer eines Möttlinger Dorfdrittels war, das dann später an die Reichsstadt Weil verkauft wurde. Weitere klösterliche Besitztümer im Ort stammen von dem Merklinger Bürger Fischer (1498) sowie von einem hiesigen Pfaffen Stefan Fronmayer gen. Olpp, aber auch von Auswärtigen, einem Hans Gärtringen (1340) sowie einem Helferich (1376) und einem Konrad (1421) Meiser von Malmsheim.
Auch die Merklinger Klostergüter wurden in gleichem Maße abgegeben, wie die Hirsauer Grundherrschaft dort an Boden verlor. Die damalige Lage bestätigte eine Streitsache der beiden Klöster aus dem Jahr 1398, wo Hirsau gegenüber Herrenalb nochmals mit allem Nachdruck die Allmendnutzungsrechte seines Merklinger Klosterhofs vertrat. Als Inhaber von Zwing und Bann konnte aber der Herrenalber Abt das freie Verfügen des Hirsauer Grundherrn wesentlich beschränken. So verschwanden damals auch die grundherrlichen Frondienste für Hirsau in Merklingen nahezu vollständig.
Der herrschende Ortsadel verlor im Dorf immer mehr an Einfluss. Einer seiner letzten Vertreter war ein gewisser Erckinger, welcher als „Tyrann von Merklingen“ in die Ortsgeschichte einging. Er fand im Kampf mit dem Markgrafen von Baden in Liebenzell ein tragisches Ende, als er vom dortigen Burgturm hinabgestürzt wurde. Die Namen der hiesigen ortsadeligen Familien beweist recht eindrucksvoll den Übergang der niederadeligen Hofbesitzer zu mittelständischen Ackerbürgern.
Beim großen Dorfbrand im Jahre 1417 wurde die Ortschaft weitgehend zerstört. Beim Wiederaufbau dürfte man sich wieder an die alten baulichen Strukturen gehalten haben. Wie man jetzt weiß, wurde das heutige Steinhaus am Anfang des 15. Jahrhunderts gebaut, nachdem der erste, steinerne Wohnturm vermutlich beim Dorfbrand zerstört worden war. Mit einiger Wahrscheinlichkeit hatte die frühere Merklinger Burg die Form eines jener üblichen ortsadeligen Wohntürme mit einem erhöht liegenden Haupteingang und spätromanischen Rundbogenfenstern, den dann das Kloster für seinen landwirtschaftlichen Gebrauch in eine Fruchtscheune umgestaltete. Das heutige Steinhaus entstand also zusammen mit der anschließenden Kirche mit großer Wahrscheinlichkeit im Rahmen des Wiederaufbaus als erste hiesige Befestigungsanlage noch ohne deren spätere Türme.

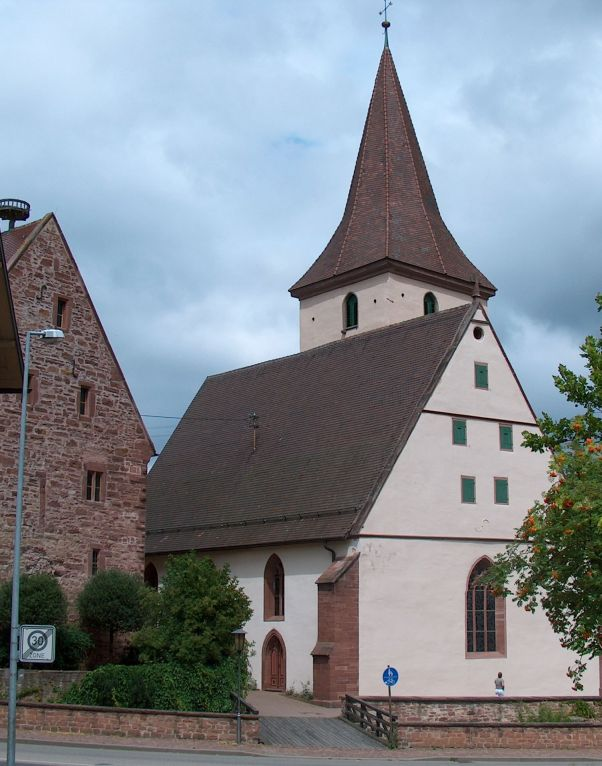
Steinhaus (links) mit Remigius-Kirche (rechts)

Die romanische Kirche war vor dem Brand vermutlich dreischiffig mit einem höheren Mittelschiff, einer Apsis als Altarraum unter dem Turm, vielleicht mit einem kleinen, davor eingeschobenen Querhaus. Der spätgotische Bau, „ein Stückwerk aus verschiedenen Bauepochen“ wurde 1425 begonnen und 1776 abgeschlossen. Der wuchtige, weitgehend erhaltene Turm erhielt beim Bau der Kirchenburg wohl seine Schießscharten. Vor dem Brand sind zwei Altäre, ein Marien- und ein Johannisaltar beschrieben. Zur Merklinger Pfarrei gehörte damals die Filialkirche von Neuhausen, Steinegg, Hamberg, Schellbronn und Lehningen nur „lebendig“, denn Begräbnisse durften diese Außenkirchen nicht selber durchführen. Als Mutterkirche war Merklingen außerdem verpflichtet, zu den dortigen Frühmessen einen Pfarrer abzustellen. Bis zur Reformation gehörte die Merklinger Pfarrei zum Landkapitel Weil der Stadt im Archidiakonat Trinitatis des Bistums Speyer.

### Württembergische Zeit
Im 16. Jahrhundert wurde Merklingen durch die Reformation des Klosters Herrenalb ein Teil des Herzogtums Württemberg, blieb jedoch Sitz der gleichnamigen nun evangelischen Klosterpflege. Bei der Umsetzung der neuen Verwaltungsgliederung im 1806 gegründeten Königreich Württemberg wurde Merklingen von 1807 bis 1808 Teil des kurzlebigen Oberamtes Weil und kam dann 1808 zum Oberamt Leonberg. Bei der Kreisreform während der NS-Zeit in Württemberg gelangte Merklingen 1938 zum Landkreis Leonberg.
Im Jahre 1945 fiel Merklingen in die Amerikanische Besatzungszone und gehörte dann zum neu gegründeten Land Württemberg-Baden, das 1952 im jetzigen Bundesland Baden-Württemberg aufging. 
Am 1. Juli 1972 schloss sich Merklingen mit Weil der Stadt zusammen. Die Gesamtgemeinde erhielt den Namen Weil der Stadt. 1973 erfolgte die Kreisreform in Baden-Württemberg, bei der Weil der Stadt zum Landkreis Böblingen kam.

## Sehenswürdigkeiten
- Remigius-Kirche/Kirchenburg (nach einem Brand 1425 neu erbaut)
- Rathaus